# Sem Verbeek
Sem Verbeek (Amsterdam, 12 aprile 1994) è un tennista olandese.
Ha ottenuto i migliori risultati in doppio, specialità in cui ha vinto due titoli del circuito maggiore e ha raggiunto il 29º posto del ranking ATP nel maggio 2025. Nelle prove del Grande Slam ha disputato la semifinale agli Australian Open 2025. Vanta diversi successi in doppio nell'ATP Challenger Tour e nel circuito ITF. Nel 2025 ha trionfato a Wimbledon nel doppio misto in coppia con Kateřina Siniaková. In singolare è stato 531º del ranking nell'aprile 2019 e dal 2023 gioca esclusivamente in doppio

## Statistiche

### Doppio

#### Vittorie (2)
| Legenda doppio       |
| Grande Slam (0)      |
| ATP Finals (0)       |
| ATP Masters 1000 (0) |
| ATP Tour 500 (1)     |
| ATP Tour 250 (1)     |

| N. | Data           | Torneo                                                 | Superficie  | Compagno        | Avversari in finale     | Punteggio |
| 1. | 21 luglio 2024 | Hall of Fame Open, Newport                             | Erba        | André Göransson | Robert Cash James Tracy | 6–3, 6–4  |
| 2. | 20 aprile 2025 | Internazionali di Tennis di Baviera, Monaco di Baviera | Terra rossa | André Göransson | Kevin Krawietz Tim Pütz | 6–4, 6–4  |

#### Finali perse (2)
| Legenda doppio       |
| Grande Slam (0)      |
| ATP Finals (0)       |
| ATP Masters 1000 (0) |
| ATP Tour 500 (0)     |
| ATP Tour 250 (2)     |

| N. | Data           | Torneo                  | Superficie | Compagno        | Avversari in finale               | Punteggio         |
| 1. | 24 luglio 2021 | Los Cabos, Cabo del Mar | Cemento    | Hunter Reese    | Hans Hach Verdugo John Isner      | 7–5, 2–6, [4–10]  |
| 4. | 28 luglio 2024 | Atlanta Open, Atlanta   | Cemento    | André Göransson | Nathaniel Lammons Jackson Withrow | 6–4, 4–6, [10–12] |

### Doppio misto

#### Vittorie (1)
| Legenda                 |
| ----------------------- |
| Australian Open (0)     |
| Open di Francia (0)     |
| Torneo di Wimbledon (1) |
| US Open (0)             |
| Oro olimpico (0)        |

| N. | Data           | Torneo                      | Superficie | Compagna           | Avversari in finale         | Punteggio      |
| -- | -------------- | --------------------------- | ---------- | ------------------ | --------------------------- | -------------- |
| 1. | 10 luglio 2025 | Torneo di Wimbledon, Londra | Erba       | Kateřina Siniaková | Luisa Stefani Joe Salisbury | 7–6(3), 7–6(3) |

### Tornei minori

#### Doppio

##### Vittorie (32)
| Legenda tornei minori |
| Challenger (15)       |
| ITF (17)              |

| N.  | Data           | Torneo                                                | Superficie  | Compagno           | Avversari in finale                          | Punteggio            |
| 1.  | Luglio 2018    | Winnipeg Challenger, Winnipeg                         | Cemento     | Marc–Andrea Hüsler | Marcel Granollers Gerard Granollers          | 6(5)–7, 6–3, [14–12] |
| 2.  | Luglio 2019    | Challenger de Granby, Granby                          | Cemento     | André Göransson    | Li Zhe Hugo Nys                              | 6–2, 6–4             |
| 3.  | Settembre 2019 | Cassis Open Provence, Cassis                          | Cemento     | André Göransson    | Sander Arends David Pel                      | 7–6(6), 4–6, [11–9]  |
| 4.  | Gennaio 2020   | Burnie International, Burnie                          | Cemento     | Harri Heliövaara   | Luca Margaroli Andrea Vavassori              | 7–6(5), 7–6(4)       |
| 5.  | Marzo 2021     | St. Petersburg Challenger, San Pietroburgo            | Cemento (i) | Jesper de Jong     | Konstantin Kravchuk Denis Yevseyev           | 6–1, 3–6, [10–5]     |
| 6.  | Maggio 2021    | Oeiras Challenger, Oeiras                             | Terra rossa | Hunter Reese       | Sadio Doumbia Fabien Reboul                  | 4–6, 6–4, [10–7]     |
| 7.  | Luglio 2022    | Sauerland Open, Lüdenscheid                           | Terra rossa | Robin Haase        | Fabian Fallert Hendrik Jebens                | 6–2, 5–7, [10–3]     |
| 8.  | Luglio 2022    | Dutch Open, Amersfoort                                | Terra rossa | Robin Haase        | Nicolás Barrientos Miguel Ángel Reyes–Varela | 6–4, 3–6, [10–7]     |
| 9.  | Febbraio 2023  | Georgia's Rome Challenger, Rome                       | Cemento (i) | Luke Johnson       | Gabriel Décamps Alex Rybakov                 | 6–2, 6–2             |
| 10. | Maggio 2023    | Oeiras Challenger, Oeiras                             | Terra rossa | Luke Johnson       | Jaime Faria Henrique Rocha                   | 6(6)–7, 7–5, [10–6]  |
| 11. | Novembre 2023  | Charlottesville Men's Pro Challenger, Charlottesville | Cemento     | John–Patrick Smith | Denis Kudla Thai-Son Kwiatkowski             | 3–6, 6–3, [10–5]     |
| 12. | Novembre 2023  | Champaign-Urbana Challenger, Champaign                | Cemento     | John–Patrick Smith | Lucas Horve Oliver Okonkwo                   | 6–2, 7–6(4)          |
| 13. | Febbraio 2024  | Koblenz Open, Coblenza                                | Cemento     | Sander Arends      | Jakob Schnaitter Mark Wallner                | 6–4, 6–2             |
| 14. | Marzo 2024     | Tenerife Challenger, Tenerife                         | Cemento     | Sander Arends      | Marco Bortolotti Sergio Martos Gornes        | 6–4, 6–4             |
| 15. | Aprile 2024    | Lexington Challenger, Nicholasville                   | Cemento     | André Göransson    | Yuta Shimizu James Trotter                   | 6–4, 6–3             |

##### Finali perse (19)
| Legenda tornei minori |
| Challenger (12)       |
| ITF (7)               |